# Louise van den Heuvel
Louise van den Heuvel (* 15. Januar 1997 in Den Haag) ist eine niederländische Fusionmusikerin (Bass, auch Gesang, Komposition).

## Leben und Wirken
Heuvel kaufte mit 14 Jahren ihre erste Bassgitarre; damals war sie Fan der Red Hot Chili Peppers. 2021 schloss sie ihr Studium am Koninklijk Conservatorium van Brussel mit cum laude ab.
Heuvel hat mit Künstlern wie Lander Gyselinck und Pregnant Guy zusammengearbeitet und ist Mitgründerin der Krautjazz-Band Dishwasher, die im April 2023 ihr Debütalbum veröffentlichte. Außerdem ist sie Teil der Rhythm Hunters und von The Gallands (zusammen mit dem Schlagzeuger Stéphane Galland). Sie ist auch Mitglied der Neo-Soul-Gruppe Stace. Mit der Unterstützung von JazzLab und dem Plattenlabel De Werf gründete sie ihr eigenes Quartett Sonic Hug, an dem Hendrik Lasure, Sam Comerford und Daniel Jonkers beteiligt sind. 2013 trat sie als Teil des internationalen Quintetts Melting Pot (mit Camila Nebbia, Hubert Zemler, Tuva Halse und Mona Matbou Riahi) beim Jazzfestival Saalfelden und beim Jazzfest Berlin auf.
Heuvel arbeitet an der Erneuerung von Klängen durch den Einsatz von Effektpedalen und neuer Technologie. Außerdem sucht sie nach Möglichkeiten, rhythmische Konzepte und Praktiken, die auf den Methoden von Stéphane Galland und von Malcolm Braff basieren, in ihr Spiel und ihre Kompositionen zu integrieren. Außerdem lehrt sie am Konservatorium von Leuven und am Konservatorium von Maastricht.